# 邱千芳
邱千芳（1984年—），畢業於彰化師範大學光電研究所，現職臺灣鐵路管理局佐級技術助理。2010年報考台鐵內部司機員班通過，2012年通過合格審查，成為臺灣鐵道史首位具備司機員資格的女性。

## 生平
邱千芳出身鐵路世家，家族中外公及舅舅皆服務於台鐵，其外公為鐵路列車長。
大學就讀大葉大學電機系，畢業後就讀於彰師大光電研究所，並獲得碩士。2009年通過鐵路佐級特考，加入台鐵所轄電務處。2010年，臺鐵掌管司機員銓敘事務之機務處分支機構，首度開放「非機檢類科」台鐵內部人員報考台鐵司機員資格，邱千芳得以報考並確定錄取，於2010年11月開始受訓，接受為期15個月的訓練。
2012年，通過台鐵柴電機車與台鐵E200－E400型電力機車證照審查，正式成為合格司機員。她打破了台鐵創立123年來「零女性」司機員的紀錄，改寫台灣鐵道史。
2017年12月9日，與在學校當實習老師時認識的學長王界明成婚。之後與王界明在自己生日那天登記結婚。

## 外部連結
- YouTube上的【誰來晚餐X-26】我的老婆開火車
- YouTube上的再訪｜七年後火車司機當媽仍遠距，船員為孩子考慮下船？【#誰來晚餐 16-9 】